# روسيا والثورة الأمريكية
كان دور الإمبراطورية الروسية في الحرب الثورية الأمريكية جزءًا من صراع عالمي على السيادة الاستعمارية بين المستعمرات الثلاث عشرة ومملكة بريطانيا العظمى. قبل بداية الحرب، كانت الامبراطورية الروسية في عهد كاترين الثانية قد بدأت بالفعل الاستكشاف على طول الساحل الغربي لأمريكا الشمالية، وفي العام التالي لانتهاء الحرب، أسست روسيا مستعمرتها الأولى في ألاسكا. على الرغم من أن الإمبراطورية الروسية لم ترسل جنودًا وإمدادات مباشرة إلى المستعمرات أو إلى الإمبراطورية البريطانية إبان الحرب، استجابت لإعلان الاستقلال، ولعبت دورًا في الدبلوماسية العالمية، وساهمت في الإرث الدائم للثورة الأمريكية في الخارج.

## روسيا في أمريكا الشمالية قبل الحرب
مع توسع الدول الأوروبية الأخرى عبر المحيط الأطلسي، اتجهت الإمبراطورية الروسية شرقًا وغزت البرية الشاسعة لسيبيريا. رغم أنها في البداية اتجهت شرقًا آملةً تعزيز تجارة الفراء خاصتها، أمل البلاط الإمبراطوري الروسي في سانت بطرسبرغ أن يثبت توسعها في الشرق أيضًا انتماءها الثقافي والسياسي والعلمي إلى أوروبا. وجهت الإمبراطورية الأوراسية أنظارها إلى أمريكا الشمالية بعد بلوغها المحيط الهادئ في 1639 واحتلالها شبه جزيرة كامتشاكا في ثمانينيات القرن السابع عشر.
في الفترة الممتدة من 1729 حتى 1741، رعى البلاط الروسي المستكشف الدنماركي فيتوس بيرينغ ونظيره الروسي أليكسي تشيريكوف لبدء البحث الروسي عن أمريكا الشمالية. في بعثتهما البدئية في 1729، فوّت الثنائي ساحل ألاسكا بسبب الضباب الكثيف. عندما انطلقا ثانية في 1741، وصل تشيريكوف إلى ساحل جنوب شرق ألاسكا لا لشيء إلا ليتعرض فريق البحث خاصته لكمين ويقتل على أيدي السكان الأصليين من شعوب تلينكيت. بعد الحدث المُهوّل، أبحر تشيريكوف بعجالة عائدًا إلى كامتشاكا. أما بيرينغ من ناحية أخرى، فكان حظه أسوأ. تمكن من الوصول إلى شاطئ وسط ألاسكا، ثم أبحر عائدًا إلى كامتشاكا على طول جزر ألوتيان الجدباء، ليقاسي شتاءً قاسيًا على إحدى هذه الجزر فقد فيه العديد من الرجال. مع ذلك، عندما عاد بيرينغ وبقية طاقمه إلى بيتروبافلوفسك، جلبوا معهم أكثر من تسعمئة فروة ثعلب بحر.
أشعلت الفراء القيّمة التي عاد بها الناجون من بعثة بيرينغ اهتمامًا أكبر بتجارة الفراء. بدأ البروميشلينيكي، أو تجار الفراء، الروس بالانطلاق إلى ألاسكا في جموع هائلة آملين الثراء السريع. قاد دافع الحصول على الفراء إلى استغلال البروميشلينيكي للأليوتيين الأصليين من خلال الخوف والتهديد والتجارة القسرية. عبر هذا الانتهاك الاقتصادي للسكان الأصليين، سبب التجار الكثير من الأذى البيئي، إذ صيد العديد من الحيوانات حتى اقتربوا من الانقراض. تمردت القبائل المُخضعة على سادتها الإمبراطوريين في 1764، لكن مقاومتها الباسلة قوبلت بعقاب شرس وهزيمة على أيدي الروس في 1766. قبل اندلاع الحرب الثورية الأمريكية، عزز التوسع الروسي ناحية شمال أمريكا اقتصاد الإمبراطورية وحظوتها، لكنه تسبب بالكثير من المضرة للحياة البرية المحلية في ألاسكا، وجلب خراب الأليوتيين عبر المرض والحرب والاستغلال.